# 畑でMarry Me!
『畑でMarry Me!』（はたけでマリーミー）は、2018年4月7日から同年12月27日までフジテレビで放送されていたドキュメントバラエティ番組である。全39回。ランドマーク税理士法人の一社提供。

## 概要
AKB48のメンバーが月替わりで出演していたミニ番組。メンバーのいずれか1人が農家に2泊3日の「嫁入り」をし、そこでの農作業を通じて野菜づくりの素晴らしさと家族の大切さを伝えていた。

## 放送時間
いずれも日本標準時。
- 土曜 13:55 - 14:00 （2018年4月7日）[1]
- 土曜 12:55 - 13:00 （2018年4月14日）
- 土曜 15:25 - 15:30 （2018年4月21日 - 2018年9月29日） - 番組編成の都合により、通常よりも5分繰り上げての放送を行う場合があった（例：2018年8月18日放送分）。
- 木曜 22:54 - 23:00 （2018年10月4日 - 2018年12月27日） - 『木曜劇場』の拡大版などが放送される日には、通常よりも時間を繰り下げての放送を行う場合があった。

## 出演者
- 2018年4月：大西桃香[1]
- 2018年5月：清水麻璃亜
- 2018年6月：馬嘉伶
- 2018年7月：太田奈緒
- 2018年8月：佐々木優佳里
- 2018年9月：中西智代梨
- 2018年10月：行天優莉奈
- 2018年11月：大森美優
- 2018年12月：高橋朱里

## スタッフ

### 番組終了時のスタッフ
- プロデューサー：石川剛[2]
- 演出：田中良和
- 編成担当：野崎理
- ナレーション：梅津弥英子（フジテレビアナウンサー）

### 途中まで参加していたスタッフ
- 演出：原田泰二[2]
- 編成担当：江花松樹[2]